# Стрелка (Новгородский район)

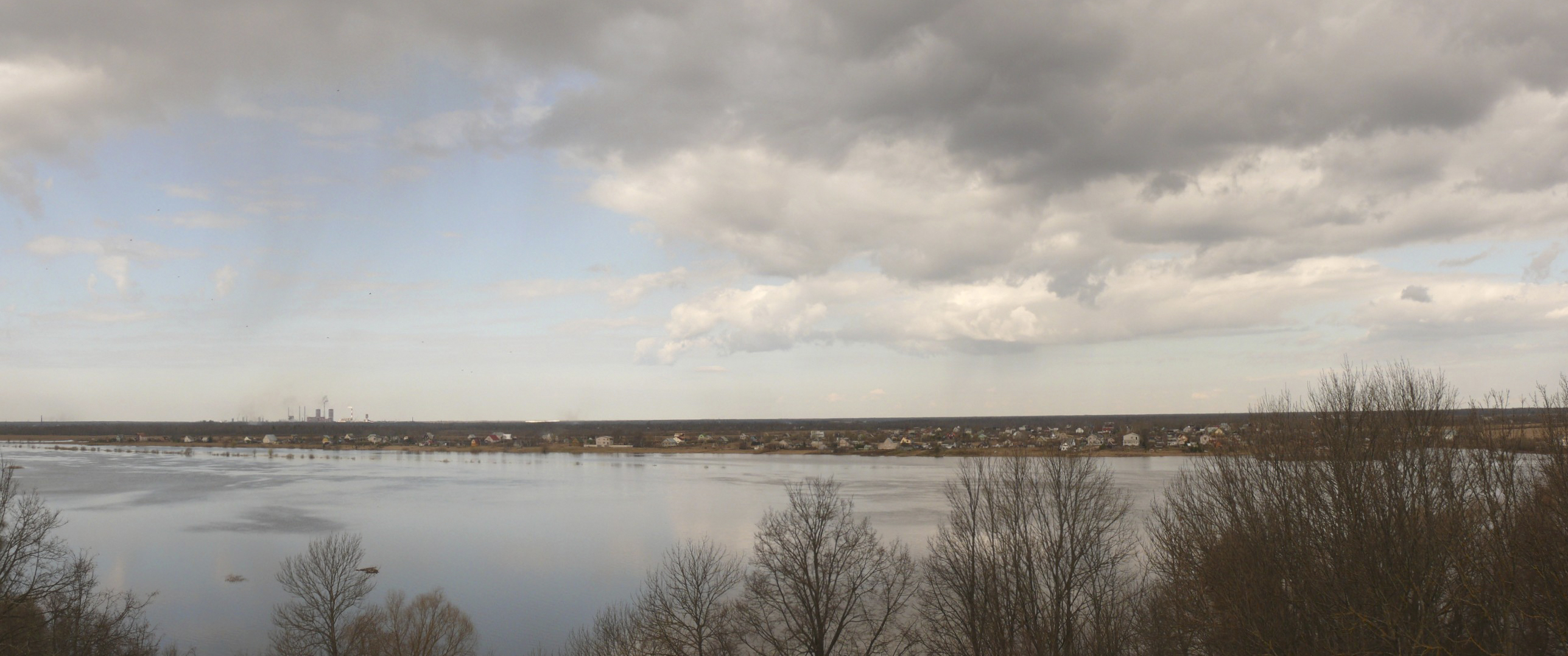
Вид на деревню с правого берега Волхова

Стре́лка — деревня в Новгородском муниципальном районе Новгородской области, относится к Трубичинскому сельскому поселению.
Деревня расположена на левом берегу реки Волхов в двух километрах к югу от удалённого микрорайона города Великий Новгород — Кречевицы. На противоположном высоком берегу Волхова расположен Хутынский монастырь. В 4 км к юго-западу от деревни расположен другой микрорайон города — Волховский.
В конце XX века от автодороги Трубичино — Кречевицы в деревню была проложена автомобильная дорога длиной 1,6 км с твёрдым покрытием. С этого же времени деревня стала застраиваться, возросла численность её населения.

## Население
| 2010 |
| ---- |
| 76   |

## История
В 1913 году уже существовала. В 1941 году во время Великой Отечественной войны Стрелка была оккупирована немецкими войсками. 19 января 1944 года войска Волховского фронта под командованием генерала армии Мерецкова освободили деревню (Ленинградско-Новгородская операция).

## Интересные факты
После включения посёлков Кречевицы и Волховский в черту города Великий Новгород в 2004 году, деревня Стрелка оказалась расположенной между двумя новыми микрорайонами города, причём узкая полоса территории между южной границей деревни и берегом реки Волхов, территориально относится к городскому округу «Великий Новгород».